# 시가현 선거구
시가현 선거구(일본어: 滋賀県選挙区)는 일본의 참의원 선거구이다.

## 선거구 정보
| 지역      | 시가현 전역              |
| 의원 정수 | 2명 (개선 정수 1명)      |
| 유권자 수 | 1,154,964명 (2022년 9월) |

## 역대 의원
| 홀수회                         | 홀수회        | 짝수회        | 짝수회                         |
| 의원                           | 선거          | 선거          | 의원                           |
| ------------------------------ | ------------- | ------------- | ------------------------------ |
| 무라카미 기이치 (무소속)       | 1947년 제1회  | 1947년 제1회  | 이카이 세이로쿠 (무소속)       |
| 무라카미 기이치 (무소속)       |               | 1947년 보궐   | 니시카와 진고로 (일본자유당)   |
| 무라카미 기이치 (무소속)       |               | 1950년 제2회  | 니시카와 진고로 (자유당)       |
| 무라카미 기이치 (녹풍회)       | 1953년 제3회  |               | 니시카와 진고로 (자유당)       |
| 무라카미 기이치 (녹풍회)       |               | 1956년 제4회  | 니시카와 진고로 (자유민주당)   |
| 무라카미 기이치 (녹풍회)       | 1959년 제5회  |               | 니시카와 진고로 (자유민주당)   |
| 무라카미 기이치 (녹풍회)       |               | 1962년 제6회  | 니시카와 진고로 (자유민주당)   |
| 오쿠무라 에쓰조 (자유민주당)   | 1965년 제7회  |               | 니시카와 진고로 (자유민주당)   |
| 오쿠무라 에쓰조 (자유민주당)   |               | 1967년 보궐   | 니시무라 세키카즈 (일본사회당) |
| 오쿠무라 에쓰조 (자유민주당)   |               | 1968년 제8회  | 니시무라 세키카즈 (일본사회당) |
| 가와모토 가쿠조 (자유민주당)   | 1971년 제9회  |               | 니시무라 세키카즈 (일본사회당) |
| 가와모토 가쿠조 (자유민주당)   |               | 1974년 제10회 | 모치즈키 구니오 (자유민주당)   |
| 가와모토 가쿠조 (자유민주당)   | 1977년 제11회 |               | 모치즈키 구니오 (자유민주당)   |
| 가와모토 가쿠조 (자유민주당)   |               | 1980년 제12회 | 야마다 고자부로 (무소속)       |
| 가와모토 가쿠조 (자유민주당)   | 1983년 제13회 |               | 야마다 고자부로 (무소속)       |
| 가와모토 가쿠조 (자유민주당)   |               | 1986년 제14회 | 야마다 고자부로 (무소속)       |
| 나카무라 에이이치 (연합회)     | 1989년 제15회 |               | 야마다 고자부로 (무소속)       |
| 나카무라 에이이치 (연합회)     |               | 1992년 제16회 | 가와모토 에이스케 (자유민주당) |
| 오쿠무라 덴조 (신당 사키가케)  | 1995년 제17회 |               | 가와모토 에이스케 (자유민주당) |
| 오쿠무라 덴조 (신당 사키가케)  |               | 1998년 제18회 | 가와모토 에이스케 (자유민주당) |
| 야마시타 히데토시 (자유민주당) | 2000년 보궐   |               | 가와모토 에이스케 (자유민주당) |
| 야마시타 히데토시 (자유민주당) | 2001년 제19회 |               | 가와모토 에이스케 (자유민주당) |
| 야마시타 히데토시 (자유민주당) |               | 2004년 제20회 | 하야시 구미코 (민주당)         |
| 도쿠나가 히사시 (민주당)       | 2007년 제21회 |               | 하야시 구미코 (민주당)         |
| 도쿠나가 히사시 (민주당)       |               | 2010년 제22회 | 하야시 구미코 (민주당)         |
| 니노유 다케시 (자유민주당)     | 2013년 제23회 |               | 하야시 구미코 (민주당)         |
| 니노유 다케시 (자유민주당)     |               | 2016년 제24회 | 고야리 다카시 (자유민주당)     |
| 가다 유키코 (무소속)           | 2019년 제25회 |               | 고야리 다카시 (자유민주당)     |
| 가다 유키코 (무소속)           |               | 2022년 제26회 | 고야리 다카시 (자유민주당)     |

## 최근 선거 결과

### 2016년 (제24회)
|  | 52.22% |

|  | 45.78% |

|  | 2.00% |

### 2019년 (제25회)
|  | 49.37% |

|  | 47.01% |

|  | 3.62% |

### 2022년 (제26회)
|  | 51.64% |

|  | 31.24% |

|  | 8.48% |

|  | 5.87% |

|  | 2.78% |

## 같이 보기
- 시가현 제1구
- 시가현 제2구
- 시가현 제3구
- 시가현 제4구